# Straszewo (województwo lubuskie)
Straszewo – osada w Polsce, położona w województwie lubuskim, w powiecie strzelecko-drezdeneckim, w gminie Drezdenko.

## Podział administracyjny
W latach 1975–1998 miejscowość administracyjnie należała do województwa gorzowskiego.